# 卵泥阿地螺
卵泥阿地螺（学名：Limulatys ooformis），又名串珠葡萄螺，为阿地螺科泥阿地螺属的动物。分布于日本以及中国大陆的广东等地，属于暖水性种类。其常生活于潮间带-潮下带水深10-30米细砂质底。